# 鄉鎮俱樂部 (加利福尼亞州)
鄉村俱樂部（英語：Country Club）是位於美國加利福尼亞州聖華金縣的一個人口普查指定地區。

## 地理
鄉村俱樂部的座標為37°58′15″N 121°20′06″W / 37.97083°N 121.33500°W，而該地最高點為海拔高度4米（即13英尺）。

## 人口
根據2010年美國人口普查的數據，鄉村俱樂部的面積為5.122平方千米，當中陸地面積為4.731平方千米，而水域面積為0.391平方千米。當地共有人口9379人，而人口密度為每平方千米1,831人。